# Pavao Pavličić
Pavao Pavličić (* 16. srpna 1946, Vukovar, Jugoslávie) je chorvatský prozaik a literární vědec.

## Biografie
V rodném Vukovaru absolvoval základní školu a gymnázium. Vystudoval filozofickou fakultu na univerzitě v Záhřebu, na které od roku 1970 působí. V roce 1974 zde získal doktorát. Je autorem řady děl z historie chorvatské literatury. Jeho prozaickou tvorbu lze označit za postmodernistickou, řada jeho románů je vystavěna na dějovém rámci detektivního příběhu. Patří k ctitelům díla Karla Čapka. Události bouřlivého roku 1968 shrnul v díle Stroj za maglu (Stroj na mlhu, 1978). Jeho román Večerní akt (1981, česky 1997 v překladu Dušana Karpatského) byl v někdejší Jugoslávii oceněn jako román roku. Mezi oblíbená místa, kam Pavličić umisťoval děje svých děl patří buď chorvatská metropole Záhřeb, nebo rodný Vukovar. 
Některé jeho knihy vyšly kromě češtiny také ve slovenštině.